# Bildschirmarbeitsplatzbrille
Bildschirmarbeitsplatzbrillen sind Brillen mit Gläsern für den erweiterten Nahbereich, die speziell auf die Bildschirmarbeit abgestimmt sind. Betroffene Personen benötigen diese, meist zusätzliche, Sehhilfe für die Arbeit vor einem Monitor, wenn die privat verwendete Korrektur in Form von Brille oder Kontaktlinsen kein deutliches Sehen am Arbeitsplatz ermöglicht oder Beschwerden auftreten. Dies ist vor allem dann der Fall, wenn der Beschäftigte im privaten Umfeld auf die Verwendung einer Gleitsicht- oder Zweistärkenbrille (Bifokalbrille) angewiesen ist.

## Rechtliche Grundlagen
Beschäftigte, die gewöhnlich bei einem nicht unwesentlichen Teil ihrer normalen Arbeit ein Bildschirmgerät benutzen, unterliegen der EG-Richtlinie 90/270/EWG vom 29. Mai 1990 über Mindestvorschriften bezüglich der Sicherheit und des Gesundheitsschutzes bei der Arbeit an Bildschirmgeräten. In Deutschland waren mehrere EG-Richtlinien umzusetzen, darunter die EG-Richtlinie 90/270/EWG. Aufgrund der Ermächtigung nach § 19 Arbeitsschutzgesetz wurde die Bildschirmarbeitsverordnung erlassen, die 2016 in der Arbeitsstättenverordnung aufging. Der Arbeitgeber kann eine betriebsärztliche Bescheinigung oder ein augenärztliches Gutachten über die Eignung zur Arbeit an Bildschirmgeräten fordern, die dokumentiert, ob ggf. eine Bildschirmarbeitsplatzbrille getragen werden muss.

## Anwendungsgebiet

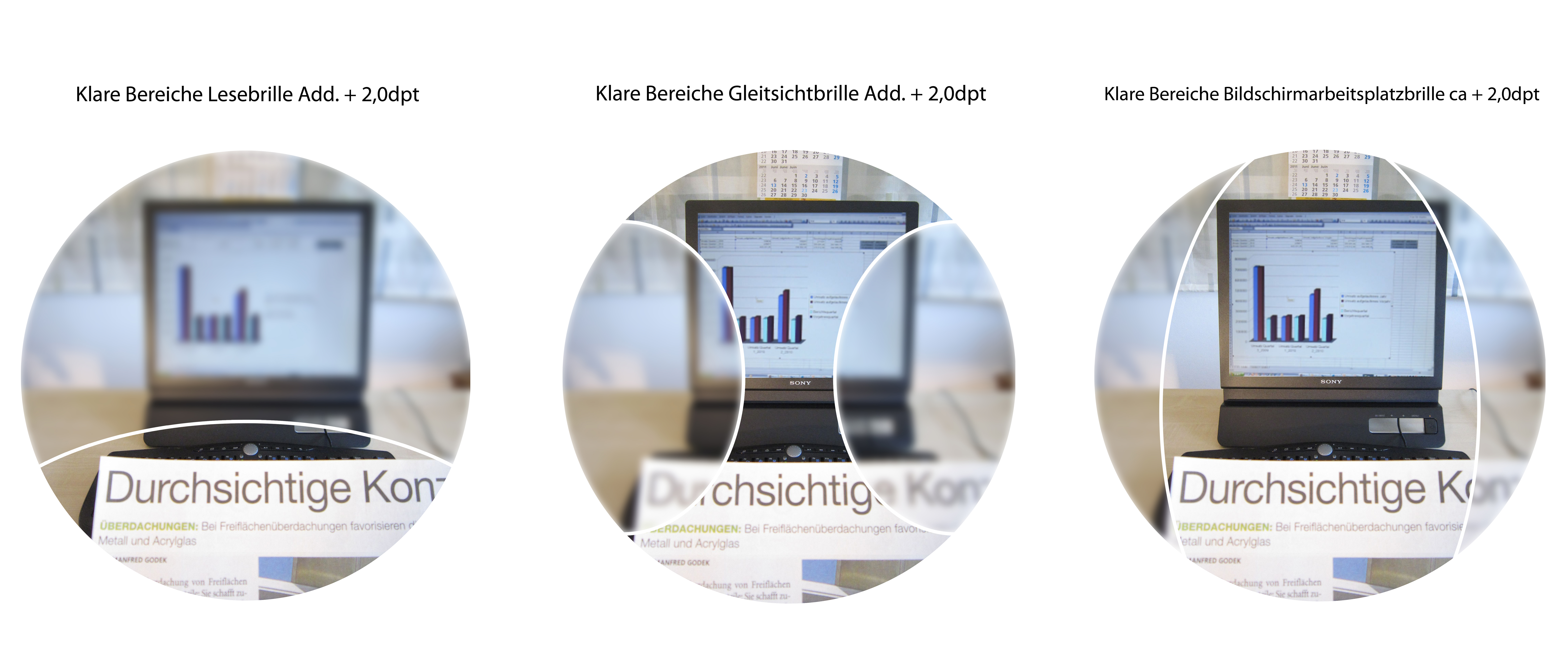
Sehbereiche verschiedener Brillentypen

Gewöhnliche Gleitsichtbrillen für den Alltag verfügen über eine variable Stärke (Bifokalbrillen über zwei definierte Stärken), damit der Anwender auch bei Alterssichtigkeit (Presbyopie) sowohl in der Nähe als auch in der Distanz scharf sehen kann. Dies ist in der Regel notwendig, weil die Augenlinse im fortschreitenden Alter (etwa ab dem 40. Lebensjahr) spürbar an Flexibilität verliert und dadurch ein scharfes Sehen in der Nähe zunehmend nachlässt. Die Sichtbereiche einer Gleitsichtbrille (oder Bifokalbrille) sind auf diese Distanzen entsprechend den individuellen Anforderungen des jeweiligen Trägers angefertigt.
Für die Arbeit vor dem Monitor müssen die Sichtbereiche eines Gleitsichtglases anders definiert werden als für den privaten Bereich. Denn bei einer Standard-Gleitsichtbrille ist der Lesebereich üblicherweise auf eine Distanz zum Text (zum Beispiel zum Buch oder zur Zeitung) von rund 30 bis 45 Zentimetern eingeschliffen. Am Bildschirmarbeitsplatz allerdings beträgt der Abstand der Augen zum Monitor in der Regel 60 bis 80 Zentimeter – die private Brille ist auf diese Situation nicht angepasst. Die Folge: Kopfweh, Nacken- und Rückenschmerzen, aber auch Sehstörungen. Diese und weitere Beschwerden werden durch die unnatürliche Haltung hervorgerufen, die Angestellte mit einer gewöhnlichen Bifokal- oder Gleitsichtbrille einnehmen, um durch den unteren Sichtbereich ihrer Brille die Schrift, Fotos oder Grafiken auf dem Monitor erkennen zu können. Dabei legen sie den Kopf in den Nacken und beugen sich gleichzeitig nach vorne. Nach Angaben des Kuratorium Gutes Sehen e. V. können durch diese unbequeme Haltung verursachte Beschwerden auf Dauer zu Gesundheitseinbußen und chronischen Schäden führen; zugleich mindern sie die Konzentrations- und Leistungsfähigkeit.

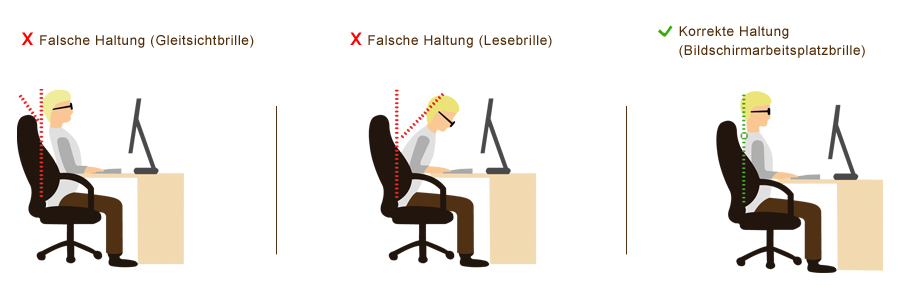
Körperhaltung bei verschiedenen Arten von Brillen

Für den Berufsalltag vor dem Monitor sind Bifokal- und normale Gleitsichtbrillen somit zumeist nicht geeignet. Hier setzt die Bildschirmarbeitsplatzbrille an: Sie ist auf die Arbeit am Computerbildschirm abgestimmt, ihre Sichtbereiche (bei normaler Kopf- und Körperhaltung) auf die Distanz von 60 bis 80 Zentimetern zwischen Auge und Monitor sowie andere Parameter im Büro abgestimmt. Denn der Arbeitsbereich im Büro erstreckt sich oft nicht nur auf den Bildschirm: Tastatur und weitere Eingabe- oder Lesegeräte, Unterlagen auf dem Schreibtisch, Arbeitskollegen und oftmals ein zweiter Bildschirm sind Faktoren, die von einer Standardgleitsichtbrille nicht berücksichtigt werden. Für einen erweiterten Nahbereich speziell ausgelegte Gleitsichtgläser sind auch als Nahkomfortgläser bekannt.

## Funktion der Bildschirmarbeitsplatzbrille
Die Gläser einer Bildschirmarbeitsplatzbrille verfügen über einen speziellen Aufbau, um so den Anforderungen der täglichen Büroarbeit gerecht zu werden. Neben den gezielt an die jeweiligen Arbeitsplatzsituationen angepassten Zwischen- und Nahsichtbereichen ist auch die Breite des gesamten Sichtbereichs auf die verschiedenen Parameter der Tätigkeit und ihres Umfeldes abgestimmt. Ausschlaggebend für Komfort, Verträglichkeit und Funktionalität einer Bildschirmarbeitsplatzbrille ist dieser Glasaufbau: Er entscheidet, welche Bereiche eines Glases auf welche Distanzen eingeschliffen werden müssen. Dabei ist der Übergang zwischen den einzelnen Sehbereichen – ebenso wie bei einer Standardgleitsichtbrille – fließend. Allerdings verursachen die Randbereiche des Glases durch fertigungstechnisch bedingte Einschränkungen Verzerrungen; hochwertige und moderne Glasdesigns reduzieren diese Bereiche, so dass der verbleibende Sichtbereich möglichst groß ist. Für den Einsatz am Büromonitor ist daher ein modernes und ausgewogenes Glasdesign besonders wichtig, um einen möglichst umfassenden Sichtbereich zu gewährleisten.
Dabei gibt es unterschiedliche Glasvarianten für unterschiedliche Bildschirmarbeitsplätze. Alle Konzepte verfügen (im Vergleich zu Gläsern von Lese- und Gleitsichtbrillen) über einen verbreiterten mittleren Sehbereich. So kann der Beschäftigte auch bei einem häufigen Blickwechsel zwischen Tastatur und Bildschirm ohne unbequeme und ungesunde Kopf- und Körperhaltung gut sehen. Geht man davon aus, dass die Augen diese Bewegung täglich mehrere hunderte Mal machen, so ist dies eine erhebliche Entlastung des Arbeitnehmers. Abhängig vom Arbeitsplatz kann der Glasaufbau einen angepassten Sichtbereich berücksichtigen: Es gibt etwa Gläser für den fast ausschließlichen Gebrauch am Monitor, beispielsweise für Tätigkeiten, bei denen im Arbeitsalltag nicht viel mehr als Bildschirm und Tastatur zählen. Für Beschäftigte, die auch über eine Distanz von fünf Metern hinweg scharf sehen müssen, empfiehlt sich hingegen ein Glastyp mit erweitertem Sehbereich.
Bei allen Glasdesigns für den Arbeitsplatz stören oft mehrere Lichtquellen wie Lampen oder Monitore. Da diese zu massiven Reflexionen führen, empfehlen Optiker hier sogenannte super-entspiegelte Gläser.

## Kostenübernahme
Die Kosten für die Bildschirmarbeitsplatzbrille werden vom Arbeitgeber getragen, wenn normale Sehhilfen nicht geeignet sind. Auch das Arbeitsschutzgesetz schreibt dies vor, denn die Bildschirmarbeitsplatzbrille ist eine persönliche Schutzausrüstung bei der Arbeit. Vorausgesetzt wird allerdings, dass diese augenfachärztlich speziell für die Arbeit am Monitor verordnet wurde. Die Berufsgenossenschaftliche Information BGI 650 nennt als Voraussetzung für die Verordnung einer Bildschirmarbeitsplatzbrille vier Anforderungen, von denen mindestens drei erfüllt sein müssen:
- Zur Durchführung der Arbeit wird ein Bildschirmgerät benötigt, da zur Erzielung kein anderes Arbeitsmittel zur Verfügung steht.
- Zur Durchführung der Arbeit mit dem Bildschirmgerät werden besondere Kenntnisse und Fertigkeiten benötigt.
- Das Bildschirmgerät wird in der Regel arbeitstäglich benutzt.
- Die Arbeit am Bildschirmgerät verlangt hohe Aufmerksamkeit und Konzentration, weil Fehler zu wesentlichen Konsequenzen führen können.

Zu den Kosten, die der Arbeitgeber zu tragen hat, gehört auch das Honorar des Augenarztes für die Bestimmung der Bildschirmarbeitsplatzbrille, denn die Leistungen des Augenarztes zwecks Bestimmung einer Bildschirmarbeitsplatzbrille sind keine vertragsärztlichen Leistungen (§ 14 Abs. 5 Nr. 10 der Hilfsmittelrichtlinien in der vertragsärztlichen Versorgung).